# Atletisme als Jocs Olímpics d'Estiu de 1912 - 4x100 metres relleus masculins

Vídeo oficial

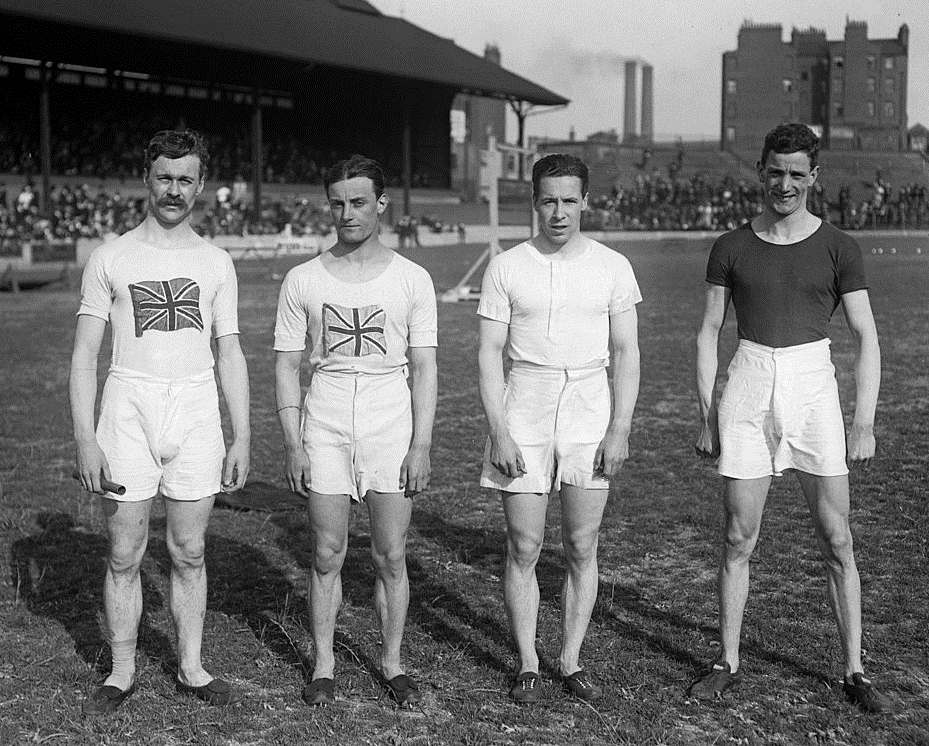
Equip britànic, vencedor de l'or olímpic

Els 4x100 metres relleus masculins van ser una de les proves del programa d'atletisme disputades durant els Jocs Olímpics d'Estocolm de 1912. Fou el debut d'aquesta prova i del relleu llarg del 4x400 en uns Jocs, després que el 1908 es disputés una prova de relleus combinats. La prova es va disputar en dos dies i hi van prendre part 33 atletes de 8 nacions diferents. Les sèries i la semifinal es disputà el dilluns 8 de juliol, i la final el dimarts 9 de juliol.

## Medallistes
| Or                                                                            | Plata                                                             | Bronze |
| Regne Unit Victor d'Arcy · Willie Applegarth · Henry Macintosh · David Jacobs | Suècia Knut Lindberg · Charles Luther · Ivan Möller · Ture Person |        |

## Rècords
Els rècords en aquesta nova competició progressaren ràpidament. Els canadencs, com a vencedors de la primera sèrie tingueren l'honor d'establir el primer rècord, però poc després fou millorat per estatunidencs i suecs, mentre els alemanys l'igualaren. En semifinals primer britànics i després suecs van batre el rècord, però finalment foren els alemanys els que es plantaren a la final amb el millor temps. A la final no es va batre el rècord, i d'aquesta manera el primer rècord mundial d'aquesta prova fou els 42.3" dels alemanys.

## Resultats

### Sèries
Totes les sèries es van disputar el dilluns 8 de juliol de 1912. Sols dos equips foren eliminats en aquestes sèries.
Sèrie 1
| Posició | Atleta                                                           | Temps   | Qual. |
| ------- | ---------------------------------------------------------------- | ------- | ----- |
| 1       | Frank McConnell, Frank Lukeman, Harry Beasley, John Howard (CAN) | 46.2 OR | QS    |

Sèrie 2
| Posició | Atleta                                                       | Temps   | Qual. |
| ------- | ------------------------------------------------------------ | ------- | ----- |
| 1       | Ira Courtney, Frank Belote, Clement Wilson, Carl Cooke (USA) | 43.7 OR | QS    |

Sèrie 3
| Posició | Atleta                                                                | Temps | Qual. |
| ------- | --------------------------------------------------------------------- | ----- | ----- |
| 1       | David Jacobs, Henry Macintosh, Willie Applegarth, Victor d'Arcy (GBR) | 45.0  | QS    |

Sèrie 4
| Posició | Atleta                                                        | Temps   | Qual. |
| ------- | ------------------------------------------------------------- | ------- | ----- |
| 1       | Ivan Möller, Charles Luther, Ture Person, Knut Lindberg (SWE) | 43.6 OR | QS    |

Sèrie 5
| Posició | Atleta                                                               | Temps    | Qual. |
| ------- | -------------------------------------------------------------------- | -------- | ----- |
| 1       | Karl Halt, Max Herrmann, Erwin Kern, Richard Rau (GER)               | 43.6 =OR | QS    |
| 2       | Gustav Kröjer, Rudolf Rauch, Fritz Weinzinger, Fritz Fleischer (AUT) | 44.8     |       |

Sèrie 6
| Posició | Atleta                                                             | Temps | Qual. |
| ------- | ------------------------------------------------------------------ | ----- | ----- |
| 1       | Ferenc Szobota, Vilmos Rácz, Pál Szalay, István Jankovich (HUN)    | 43.7  | QS    |
| 2       | Pierre Failliot, Georges Rolot, Charles Lelong, René Mourlon (FRA) | 43.8  |       |

### Semifinals
Totes les semifinals es van disputar el dilluns 8 de juliol de 1912.
Semifinal 1
L'equip dels Estats Units va ser desqualificat després d'errar en el primer lliurament del testimoni.
| Posició | Atleta                                                                | Temps         | Qual. |
| ------- | --------------------------------------------------------------------- | ------------- | ----- |
| 1       | David Jacobs, Henry Macintosh, Willie Applegarth, Victor d'Arcy (GBR) | 43.0 OR       | QF    |
| —       | Ira Courtney, Frank Belote, Clement Wilson, Carl Cooke (USA)          | Desqualificat |       |

Semifinal 2
| Posició | Atleta                                                          | Temps   | Qual. |
| ------- | --------------------------------------------------------------- | ------- | ----- |
| 1       | Ivan Möller, Charles Luther, Ture Person, Knut Lindberg (SWE)   | 42.5 OR | QF    |
| 2       | Ferenc Szobota, Vilmos Rácz, Pál Szalay, István Jankovich (HUN) | 42.9    |       |

Semifinal 3
| Posició | Atleta                                                           | Temps   | Qual. |
| ------- | ---------------------------------------------------------------- | ------- | ----- |
| 1       | Otto Röhr, Max Herrmann, Erwin Kern, Richard Rau (GER)           | 42.3 OR | QF    |
| 2       | Frank McConnell, Frank Lukeman, Harry Beasley, John Howard (CAN) | 43.5    |       |

### Final
La final es disputà el dimarts 9 de juliol de 1912.
L'equip alemany finalitzà en segona posició rere l'equip britànic, però fou eliminat perquè en la segona transferència del testimoni Kern superà la línia de 20 metres abans de rebre el testimoni. Amb la seva desqualificació no hi hagué medalla de bronze en aquesta prova.
| Posició | Atleta                                                                | Temps         |
| ------- | --------------------------------------------------------------------- | ------------- |
| 1       | David Jacobs, Henry Macintosh, Willie Applegarth, Victor d'Arcy (GBR) | 42.4          |
| 2       | Ivan Möller, Charles Luther, Ture Person, Knut Lindberg (SWE)         | 42.6          |
| —       | Otto Röhr, Max Herrmann, Erwin Kern, Richard Rau (GER)                | Desqualificat |

## Galeria

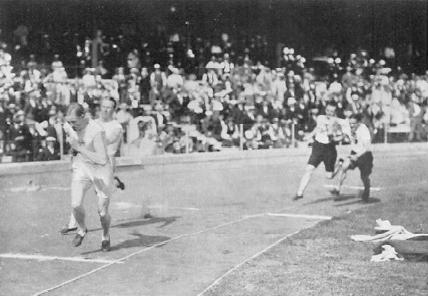
Semifinal 2: Equips suec, a l'esquerra, i equip hongarès, a la dreta.
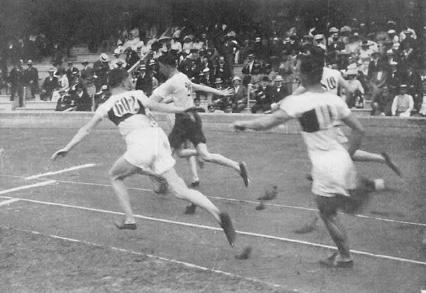
Final: transferència del testimoni de l'equip alemany.
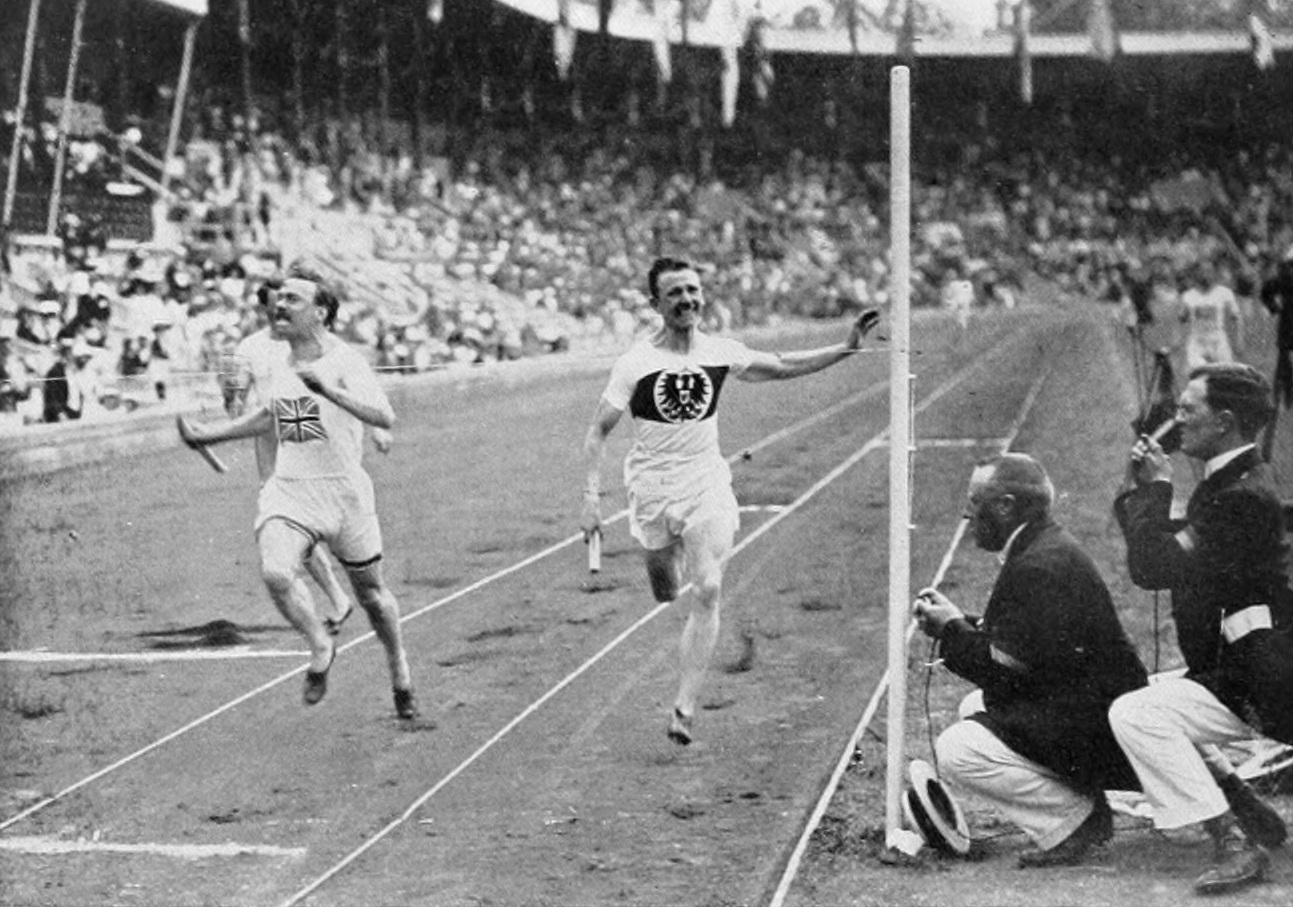
Arribada de la final: Victor d'Arcy a l'esquerra[2][3] guanyant la cursa pel Regne Unit. A la dreta, acabant segon, però posteriorment desqualificat, Richard Rau d'Alemanya.